# Cadarca tobiasi
Cadarca tobiasi är en stekelart som beskrevs av Dmitriy R. Kasparyan och Ruiz-cancino 2004. Cadarca tobiasi ingår i släktet Cadarca och familjen brokparasitsteklar. Inga underarter finns listade.